# Aeroportul Lappeenranta
Aeroportul Lappeenranta (IATA: LPP, ICAO: EFLP) este un aeroport din Lappeenranta, Carelia de Sud, Agenția de Administrație Regională a Finlandei Meridionale⁠(d), Finlanda ce deservește zona Lappeenranta. Aeroportul a fost tranzitat în 2015 de 35.792 de pasageri. A fost deschis în 1918 și numit după zona deservită.
Situat la o altitudine de 106 m, aeroportul dispune de 1 pistă. Este operat de .

## Infrastructură

### Piste
Aeroportul dispune de o singură pistă. Pista 06/24 are suprafața de asfalt și dimensiunile 2.500 m × 60 m. 